# Dżardżanskij chriebiet
Dżardżanskij chriebiet (ros. Джарджанский хребет) – pasmo górskie w azjatyckiej części Rosji, w Jakucji. Stanowi boczne pasmo Gór Wierchojańskich, na zachód od głównej grani tych gór (pasma Orułgan). Ciągnie się równolegle do pasma Orułgan na długości około 150 km. Od północy ogranicza je dolina rzeki Bosuke, od południa dolina rzeki Menkere, a od wschodu dolina rzeki Lena. Najwyższy szczyt (bez nazwy) ma wysokość 1925 m n.p.m.
Pasmo zbudowane z piaskowców, mułowców, łupków. Opadające w stronę doliny rzeki Lena zbocza są strome, doliny są często głębokimi wąwozami.
Roślinność tundrowa, w dolinach tajga modrzewiowa.